# Chittagong-Aufstand
Der Chittagong-Aufstand begann am 18. April 1930 und war ein aussichtsloser Versuch der bengalischen revolutionären Bewegung, die Briten aus Indien zu vertreiben. Durch Unterdrückungsmaßnahmen wurden die Kämpfer der Indian Republican Army (Chittagong Branch) schnell besiegt, jedoch kam es noch jahrelang zu vereinzelten Guerilla-Aktivitäten gegen Symbole der britischen Herrschaft in der Region. Insgesamt trug der in Bengalen erstmalige kollektive Angriff gegen die Briten zur Radikalisierung nationalistischer Kreise bei.

## Vorgeschichte
Nach dem Tod des bengalischen Führers des Indischen Nationalkongress, Chittaranjan Das (1870–1925) teilte sich die Organisation in zwei Flügel. Von den bestehenden rivalisierenden revolutionären gewaltbereiten Geheimgesellschaften, schloss sich die Anushilam Samiti dem Flügel unter Subhash Chandra Bose an. Die radikaleren Jugantar den Kreisen von Jatindra Mohan Sengupta. Eine weitere Radikalisierung erfolgte durch den Tod von Jatin Das nach 64-tägigem Hungerstreik am 13. September 1929 im Gefängnis von Lahore.
Aus den jüngeren Mitgliedern beider Gruppen bildete sich in Chittagong um 1930 die Indian Revolutionary Army (Chittagong Branch) (IRA) um Surya Sen. Deren Führer waren Anant Singh, Ganesh Ghosh und Lokenath Baul. Die Namenswahl, mit der gleichlautenden Abkürzung, sollte, ebenso wie der Beginn des Aufstands an einem Karfreitag, die irischen Vorbilder von 1916 ehren. Man traf sich im vom Anant Singh aufgezogenen Sadarghat Physical Outline Club, getarnt als Sportverein, der auch zur Anwerbung neuer tauglicher Mitglieder, viele noch 14- bis 16-jährige Schüler, diente. Die Rekrutierung erfolgte hauptsächlich unter Angehörigen der hinduistischen Mittelklasse. Die gewaltfreien Ziele des gandhischen Salzmarsches lehnte man ab, die bewaffnete revolutionäre Aktion sollte landesweit die Massen zu weiteren Aufständen anregen.

## Aufstand
Für die Aktion wurden 71 der etwa 500 bis 600 Mitglieder ausgewählt, die über je 16 Hand- und Kleinkaliberwaffen, sowie 17 Handgranaten verfügten.
Geplant war die Besetzung der beiden Waffenlager in Chittagong sowie Zerstörung von Post-, Telegraphen- und Eisenbahnverbindungen der Stadt. Es war den Revolutionären von Anfang klar, dass ihrem Plan – im Gegensatz zu ihrem irischen Vorbildern, die eine minimale Erfolgschance gehabt hatten – keinesfalls dauerhafter Erfolg beschieden sein würde.
Der sorgfältig geplante Anschlag begann am Karfreitag, den 18. April 1930, um 22.00 Uhr. Bereits der erste Teil, die Ermordung der führenden Briten in der Stadt als Vergeltung für das Massaker von Amritsar, scheiterte. Der European Club, zentraler allabendlicher Treffpunkt der Europäer, wurde gestürmt. Man hatte jedoch nicht berücksichtigt, dass fast alle Weißen diesen Tag zu Hause verbrachten. Den "Revolutionären" fiel so niemand in die Hand.
Sechs Mann mit Ganesh Ghosh an der Spitze stürmten erfolgreich das Arsenal der Bahnpolizei-Hilfstruppen (Assam-Bengal Railway Battalion, A.F.I.), wobei ihnen ein Lewis MG, 54 Musketen, Revolver und Enfield 303-Gewehre in die Hände fielen. Unter den Polizisten hatte es sieben Tote gegeben. Es gelang den Aufständischen jedoch nicht, den zugehörigen Munitionsschrank ausfindig zu machen, bevor sie die Gebäude und die meisten Waffen in Brand steckten und abzogen, um sich mit den anderen zu vereinigen.
Einer sechsköpfigen Gruppe gelang es, das Telegraphenamt niederzubrennen. Im Umland wurden bei Dhum (heute in Chittagong, Bangladesch) die Gleise der Bahnlinie nach Norden zerstört. Ziel dieser Maßnahmen war es, Chittagong von der Kommunikation zur Außenwelt abzuschneiden, was nur unvollständig gelang.
Vor der Kaserne der bewaffneten Polizei (Police Armoury) im nordwestlichen Stadtteil Parhatalli hatte Surya Sen mit zehn Mann zunächst die indische Trikolore als Nationalflagge aufgezogen und salutieren lassen. Daraufhin rief er eine „provisorische revolutionäre Nationalregierung“ aus. Diese uniformierten Aufständischen stürmten die von 500 bis 600 Mann bewohnte Kaserne, während kleinere Gruppen als Verstärkung im nahen Dschungel warteten.
Den Aufständischen war klar, dass sie dem Gegenangriff der britischen Kolonialarmee in der Stadt nicht würden widerstehen können. Sie verließen daher Chittagong vor Sonnenaufgang und sammelten sich im nahen Bergland.
Gleichzeitig evakuierte die Kolonialregierung europäische Frauen und Kinder auf ein Schiff und setzte 112 Mann des Regiments der Eastern Frontier Rifles, kommandiert von Oberstleutnant Dallas Smith, in Marsch, die bald auf 575 Mann verstärkt wurden. Etwa 80 bis 100 "Revolutionäre" wurden am 22. April am Hügel Jalalabad in die Zange genommen und traten zum Endkampf gegen mehrere hundert Soldaten an. In den schweren Kämpfen fielen über 80 britische Truppen und zwölf Freiheitskämpfer. Als Sanya Sen die Aussichtslosigkeit der Position erkannte, ordnete er die Zerstreuung der Truppe an. Man ließ 23 Musketen, kleinere Waffen und Munition zurück. Die Leichen wurden am 23. in einer Grube mit Benzin übergossen und verbrannt. Kleinere Gruppen sickerten in die umliegenden Dörfer und begannen in der Region einen Guerillakrieg. Dabei wurden sie besonders von der muslimischen Bevölkerung unterstützt.
Bald darauf erließ die Kolonialverwaltung etwa zwanzig Verordnungen zur Terrorismusbekämpfung. Die Polizei ging verschärft gegen nationalistische Betätigung vor. In mehreren Dörfern wurden, teils gewaltsame, Razzien durchgeführt. Für das Jahr 1930 wurden 56 terroristische Aktionen in Bengalen verzeichnet.
Am Bahnhof von Feni kam es am 22./23. April zu einer Schießerei, bei der drei Polizisten verletzt wurden. Am 6. Mai wurden im Dorf Juldhagram (Kalarpole) sechs Aufständische gestellt, von denen zwei gefangen genommen wurden. Die anderen vier leisteten gewaltsamen Widerstand gegen ihre Festnahme und wurde von der Polizei erschossen. Einigen Aufständischen gelang die Flucht in die französische Besitzung Chandernagore, wo vier am 1. September 1930 von völkerrechtswidrig eindringenden britischen Truppen gefasst und nach Kalkutta verschleppt wurden.
Die in Freiheit Verbliebenen planten das Gefängnis und Justizgebäude zu sprengen, um ihre Kameraden zu befreien. Nachdem bereits etwa 40 kg Dynamit in der Anstalt und Minen an verschiedenen Stellen der Stadt deponiert waren, wurde der Plan, die Dynamite Conspiracy, jedoch bekannt; es kam zu weiteren Verhaftungen.
Trotz massiver Repressionen seitens der kolonialen Regierung gelang es etlichen, zwei Jahre lang Anschläge zu verüben. Allein im Distrikt Midnapore wurden 1931/32 drei Amtsrichter (magistrate) getötet. Ebenso starben zwei Generalinspekteure der Polizei, weiterhin kam es zu erfolglosen Attentaten auf zwei Gouverneure. Bemerkenswert in dieser Phase ist die aktive Beteiligung zahlreicher Frauen. Aufsehen erregte der Angriff auf das Parthali Railway Club (für Europäer) am 24. September 1932, bei dem es mehrere Tote gab. Am 5. Januar 1934 überfielen vier Freiheitskämpfer ein Cricket-Spiel zweier europäischer Teams und schossen auf die Tribüne. Die Beteiligten wurden am 5. Juni hingerichtet. Als letzter Anführer wurde Benode Bihari Dutta (* 1908) 1941 in Durgapur verhaftet.

## Folgen

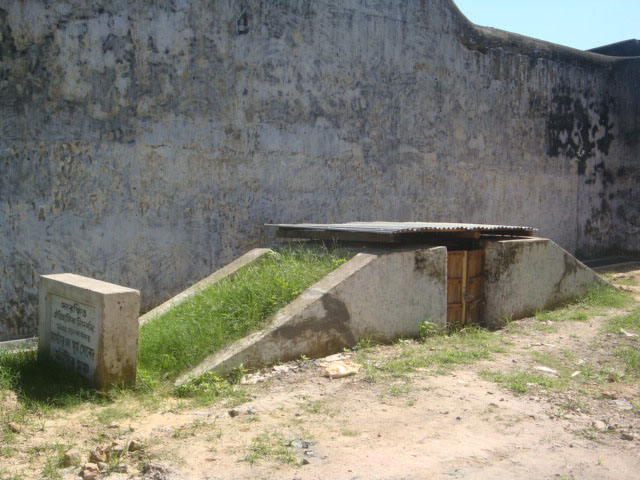
Die Hinrichtungsstätte der Aufständischen im Zentralgefängnis von Chittagong ist heute eine nationale Gedenkstätte in Bangladesch

Am 1. März 1932 erging das Urteil gegen die dreißig Angeklagten im ersten Armoury Raid Case. Es gab 16 Freisprüche, die Freigesprochenen wurden jedoch sofort wieder festgenommen und unter den Bestimmungen der Bengal Ordinance (1924) ohne Gerichtsverhandlung interniert. Von den 14 zu Haftstrafen Verurteilten wurden größtenteils in das für seine extremen Haftbedingungen berüchtigte Circular Goal auf die Andamanen gebracht. Ein Angeklagter erhielt drei Jahre strenges Zuchthaus, ein Minderjähriger drei Jahre in einer Besserungsanstalt.
Im parallelen Dynamite Conspiracy Case lautete keines der Urteile länger als fünf Jahre Zuchthaus. Zwischen Polizei und Angeklagten war es in beiden Fällen zu Absprachen hinsichtlich der Urteile gekommen.
Surya Sen wurde am 16. Februar 1933 verraten und gefangen genommen. Am 12. Januar 1934 kam es, nach brutalen Misshandlungen, zu seiner und Tarakeshwar Dastidars Hinrichtung durch die Kolonialherren. Beide Leichen wurden in die Bucht von Bengalen geworfen.
Zahlreiche weitere Angehörige und Unterstützer der I.R.A. (Chittagong Branch) wurden 1933 bis 1938 ohne Gerichtsverhandlung interniert. Die auf den Andamanen Überlebenden wurden 1938/39 in einigen wenigen Fällen entlassen, die restlichen ins Alipore Central Jail von Kalkutta verlegt, woraus sie am 31. August 1946 entlassen wurden. Viele wurden im Folgenden für die kommunistische Bewegung tätig und verbrachten deshalb weitere lange Jahre im Untergrund oder in Haft in Ostpakistan.